# Luciana Lamorgese
Luciana Lamorgese, née le 11 septembre 1953 à Potenza, est une préfète et femme politique italienne.

## Biographie
Elle naît à Potenza le 11 septembre 1953. Elle commence à travailler pour le ministère de l'Intérieur en 1979. Diplômée en droit de l'université de Naples - Frédéric-II et habilitée à l'exercice de la profession d'avocat, elle devient vice-préfète inspectrice en 1989, puis vice-préfète en 1994. Elle est promue préfète en 2003 et prend la direction du département des Affaires intérieures et territoriales du ministère.
En 2010, elle est nommée préfète de la province de Venise, puis elle devient en 2013 directrice de cabinet du ministre de l'Intérieur Angelino Alfano. Elle est reconduite par Marco Minniti en 2016, mais est nommée en 2017 préfète de Milan.
Elle prend sa retraite du corps préfectoral en octobre 2018 et intègre le Conseil d'État. Le 4 septembre 2019, Luciana Lamorgese est désignée ministre de l'Intérieur du second gouvernement de l'indépendant Giuseppe Conte. Elle est ainsi la troisième femme à occuper cette fonction, après Rosa Iervolino puis Annamaria Cancellieri. Elle se voit proposer en février 2021 de poursuivre dans cette fonction au sein du gouvernement de Mario Draghi.